# 아동 학대

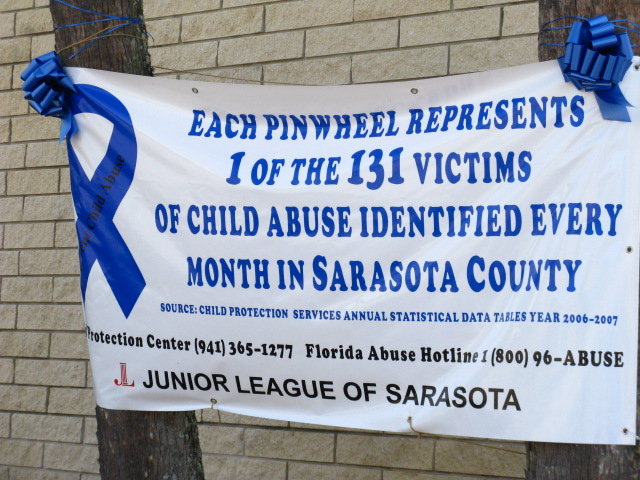
플로리다 주 사라소타의 아동 학대 인식 배너

아동 학대(兒童虐待, 영어: child abuse, child maltreatment)는 어린이를 괴롭히거나 폭력으로 대하는 학대이다. 가해자의 80%가 부모이고 가해 장소 역시 80%가 가정이다. 부모에게 맞거나 부모에게 잔소리를 듣는 등 어린 시절에 학대를 당했다고해서 학대를 대물리는 것은 절대로 안된다. 자녀들이 부모에게 주로 많이 당하는 학대의 유형으로는 신체적 학대와 심리적 학대가 있지만, 방임이 여기에 포함되는 경우도 있다. 아동 학대를 훈육이라고 하는데 맞지 않으려고 말듣는것이며 악순환도 반복 될수있다. 하지만 훈육은 부모가 바른 방법으로 자녀를 가르치는 것이기 때문에 아동 학대는 훈육이 아닌 범죄이다. 어린 시절에 자녀가 부모에게 학대를 당하게 되면 무능해지거나 자살하거나 범죄자가 될 가능성이 상당히 높아지게 된다. 현재 유럽과 미국 등의 선진국에서는 아동 학대가 신고되면 자녀와 부모를 격리시키고 부모에 대한 처벌과 교육이 강제적으로 이루어지는 등의 규정이 갖추어져 있지만, 반대로 대한민국은 그렇지 못하다. 때문에 아동 학대는 예방법이 가장 중요하다. 예방법으로는 훈육과 학대의 기준이 체벌의 강도에 따라서 결정이 되는데, 자녀가 잘못을 했다는 이유로 무조건 화를 내게 되면 오히려 훈육의 효과가 떨어질 수 있으므로 벌을 어떤 것으로 어떻게 받을 것인지를 부모 스스로가 자녀와 함께 정해야 한다. 만약 아동 학대가 의심되는 상황을 목격했다면 누구든지 아동보호전문기관이나 경찰서에 즉시 신고해야 한다. 특히, 아동 학대 신고 의무자의 경우, 아동 학대가 의심되는 상황을 목격했을 때 신고를 즉시 하지 않으면 500만원의 과태료를 물어야 한다.

## 역사
2세기 전, 고용주와 교사가 자행한 아동 학대는 널리 퍼져 있었고 많은 국가에서 체벌이 관례였다. 그러나 19세기 상반기에 살해 (부모의 자녀 살해)를 연구하는 병리학자들은 아버지의 분노, 반복적인 신체적 학대, 기아, 및 성적 학대로 인한 사망 사례를 보고했다. 1860년의 핵심 논문은 32건의 사례를 모아 놓은 데, 그중 18건은 치명적이며, 아이들은 기아 또는 반복적인 신체적 학대로 사망한 것을 알 수 있었다;  여기에는  8세의 나이에 조부모에게 돌아와 9년 동안 부모에게 고문을 당한 Adeline Defert의 경우가 포함되어 있다.
Tardieu는 가정을 방문하여 아이들에게 미치는 영향을 관찰했다. 그는 학대를 받던 피해 아이들이 보호를 받으면 그들 얼굴의 슬픔과 두려움이 사라진 것을 알아챘다. 그는 “우리가 매일 거의 매시간 잔인한 잔학 행위, 상상할 수 없는 고문을 받거나 가혹한 궁핍을 겪고 있는 이 가난하고 무방비 상태의 존재들의 어린 나이를 고려할 때, 그들의 삶은 한 번의 긴 순교를 겪는다. 그들에게 생명을 준 우리는 도덕주의자의 영혼이나 정의의 양심을 방해할 수 있는 가장 끔찍한 문제 중 하나에 직면한다.”라고 말했다. 그의 관찰은 Boileau de Castélnau (미소 페디 (misoédie- 어린이에 대한 증오)라는 용어를 도입한)에 의해 반향을 일으키었으며 Aubry와 여러 논문에서 확인되었다. 그러나 이러한 프랑스의 관찰은 언어 장벽을 넘지 못했고 다른 국가들은 영유아의 많은 외상성 병변의 원인에 대해 여전히 무지했다. 인류가 Tardieu의 '끔찍한 문제'에 직면한 것은 거의 100년 전이었다. 20세기에는, 특히 만성 경막하혈종 및 사지 골절과 관련한 병리학과 소아 방사선학의 증거들이 축적되었다; 경막하혈종은 유아의 특발성, 성인의 외상성 등 특이한 이중 분포를 보였으며, 설명할 수 없는 장골 골막염은 둔부 추출 후 발생하는 골막염과 유사했다. 1946년에 Caffey는 장골 골절과 만성경막하혈종의 연관성에 주목했고, 1955년에 공격적이고 미성숙하고 정서적으로 아픈 부모의 돌봄에서 벗어난 유아에게는 새로운 병변이 발생하지 않는다는 사실을 알게 되었다.
그 결과, 1960년대에 이 주제에 대한 전문적인 조사가 다시 시작되었다. 1962년 7월에 주로 소아 정신과 의사인 C. Henry Kempe가 저술한 "The Battered Child-Syndrome"이라는 논문이 출판되고 미국의사협회저널에 게재되고, 아동 학대는 주류 인식에 들어갔다. 기사가 출판되기 전에는, 심지어 반복적인 골절을 포함하여, 일반적으로 어린이 부상이 의도적인 외상의 결과로 인식되지 않았다. 대신 의사들은 종종 진단되지 않은 뼈 질환을 찾거나, 이웃 괴롭힘에 의한 추락이나 폭행과 같은 우발적 사고에 대한 부모의 설명을 받아들였다.(p. 100–103)
아동 학대에 대한 연구는 1970년대 초 미국에서 학문 분야로 등장했다. Elisabeth Young-Bruehl은 아동 옹호자들과 아동 보호에 대한 관심이 증가하고 있음에도 불구하고, 아동을 '학대받는 사람'과 '학대를 받지 않는 사람'으로 분류하면 단순히 학대로부터 보호할 수 있는 아동 권리 개념을 좁히고 일반적으로 사회에서 아동이 차별을 받는 방식에 대한 조사를 차단하는 인위적인 구분을 만들 것을 주장했다. 이전에 연구된 Young-Bruehl의 아동 학대와 방치 방식의 또 다른 영향은 아동 자신이 학대를 어떻게 인식하고 아동이 성인에 대한 태도에 미치는 중요성에 대해 고려하지 않는 것이다. Young-Bruehl은 아동이 성인에게 내재적 열등에 대한 믿음이 사회에 존재할 때, 아동의 치료가 "학대"로 분류되든 아니던 모든 어린이들이 고통을 받는다고 서술했다.(p. 15–16)

## 정의
아동 학대를 구성하는 요소의 정의는 전문가, 사회 및 문화 집단, 시간에 따라 다르다. 학대라는 뜻을 가진 용어(abuse와 maltreatment)들은 종종 문헌에서 같은 의미로 사용된다.:11 아동 학대는 또한 모든 형태의 아동을 향한 학대와 아동 방치를 포괄하는 포괄적인 용어가 될 수 있다. 아동 학대를 정의하는 것은 아동, 아동 발달 및 육아와 관련된 지배적인 문화적 가치나 아동 복지 기관, 법률 및 의료 커뮤니티, 공중보건 공무원, 연구자, 실무자 및 아동 옹호자와 같이 문제를 다루는 사회 부문에 따라 다를 수 있다. 이러한 다양한 분야의 구성원은 자신의 정의를 사용하는 경향이 있기 때문에, 분야 간 의사소통이 제한되어 아동 학대를 식별, 평가, 추적, 치료 및 예방하려는 노력을 방해 할 수 있다.:3
일반적으로, 학대는 (대개 고의적인) 위탁 행위를 의미하고, 방치는 누락 행위를 의미한다. 아동 학대에는 아동에게 실제적이거나 위협적인 해를 가하거나 해를 끼치는 부모나 보호자 측의 위탁 행위와 누락 행위가 모두 포함된다. 일부 보건 전문가 및 저자들은 방치를 학대 정의의 일부로 간주하는 반면, 다른 사람들은 그렇지 않다; 이것은 그 피해가 의도하지 않은 것일 수도 있고, 보호자들이 문제의 심각성을 이해하지 못했기 때문이며, 이것은 어떻게 아이를 키울 것인가에 대한 문화적 믿음의 결과일 수도 있다. 아동학대와 방치의 지연 효과, 특히 정서적 방임, 아동학대임을 나타내는 행동의 다양성도 요인이다.
세계보건기구(WHO)는 아동 학대를 "모든 형태의 신체적 및 정서적 학대, 성적 학대, 방치 또는 태만한 대우 또는 상업적이거나 기타 착취로 인해 아동의 건강, 생존, 발전 또는 책임, 신뢰, 권력 관계에서의 존엄성에 실제적 또는 잠재적인 피해를 초래하는 것"으로 정의한다. WHO는 또한 "아동에 대한 폭력은 부모 나 다른 보호자, 또래, 연인 또는 낯선 사람이 저지른 18세 미만의 모든 형태의 폭력을 포함한다"고 말한다. 미국 질병 통제 예방 센터(CDC)는 아동 학대라는 용어를 사용하여 "아이에게 위해의 위협, 잠재적인 위해 또는 위해 위협을 유발하는 말이나 명백한 행동"과 "위해나 잠재적 위해로부터 아동을 보호하거나 아동의 기본적인 신체적, 정서적 또는 교육적 필요를 제공하는 것에 실패"를 의미하는 누락 행위(방치)를 포함한다. .:11 미국 연방 아동 학대 예방 및 치료법은 아동 학대 및 방치를 최소한 "사망, 심각한 신체적 또는 정서적 피해, 성적 학대 또는 착취를 초래하는 부모나 보호자의 입장에서 행동하지 않는 최근의 어떤 행동이나 실패" 또는 "심각한 위해의 임박한 위험이 나타내는 행동이나 실패"로 정의한다.

## 유형
2006년 기준으로 세계보건기구(WHO)는 신체적 학대, 성적 학대, 정서적(또는 심리적) 학대, 방치로  아동 학대를 네 가지 유형으로 구분한다.

### 신체적 학대
전문가와 일반 대중 사이에서는 어떤 행동이 아동의 신체적 학대를 구성하는지에 대해 의견이 분분하다. 신체적 학대는 종종 단독으로 발생하지 않지만 권위주의적 통제, 불안을 유발하는 행동, 부모의 따뜻함 부족 등 여러 행동의 일부로 발생한다. WHO는 신체적 학대를 다음과 같이 정의한다.
아동의 건강, 생존, 발달 또는 존엄성에 해를 끼치거나 그 결과를 초래할 가능성이 높은 아동에 대한 신체적 힘을 의도적으로 사용하는 행위. 여기에는 때리기, 구타, 차기, 흔들기, 물기, 교살, 화상, 화상, 중독 및 질식이 포함됨. 가정에서 아동에 대한 많은 신체적 폭력은 처벌 대상으로 가해진다.

아동의 신체적 학대와 신체적 체벌에 대한 중복된 정의는 학대와 체벌 사이의 미묘하거나 존재하지 않는 구분을 강조하지만, 대부분의 신체적 학대는 "의도, 형태 및 효과 면에서의" 신체적 체벌이다. 예를 들어, 2006년에 Paulo Sergio Pinheiro는 UN 사무총장의 아동 폭력에 관한 연구에서 다음과 같이 작성했다:
체벌에는 채찍, 스틱, 벨트, 신발, 나무 숟가락 등 손이나 도구로 어린이를 때리기 ( '벌로 아동을 손바닥으로 때리기', '손바닥으로 철썩 때리기', '아동에 대한 체벌로 엉덩이 때리기')가 포함된다. 그러나, 예를 들어, 아이를 차거나 흔들거나 던지고, 긁거나, 꼬집거나, 물거나, 머리카락을 당기거나, 귀를 찧거나, 불편한 자세를 유지하도록 강요하거나, 타거나, 화상을 입거나, 강제로 섭취하는 것(예를 들어, 어린이의 입을 비누로 씻거나 뜨거운 향신료를 삼키도록 강요하는 것)과 관련될 수도 있다.

아동 학대법이 있는 대부분의 국가에서는 심각한 부상에 대한 고의적 가해 또는 아동이 심각한 부상이나 사망의 명백한 위험에 처하게 하는 행위를 불법으로 간주한다. 타박상, 긁힘, 화상, 부러진 뼈, 열상, 반복적인 "사고" 및 신체적 부상을 일으킬 수 있는 거친 치료는 신체적 학대가 될 수 있다. 치료의 여러 단계에서 다수의 부상이나 골절은 학대 의혹을 제기할 수 있다.
심리학자 Alice Miller는 아동 학대에 관한 책으로 수치심, 때리기 및 구타, 얼굴을 때리는 등은 모두 학대의 형태라고 생각했는데, 왜냐하면 그 결과가 즉시 눈에 띄지 않더라도 아동의 무결성과 존엄성을 손상시키기 때문이다.
어렸을 때의 신체적 학대는 2차 피해, 인격장애, 외상 후 스트레스 장애(PTSD), 해리성 장애(DD), 우울증, 불안, 자살 충동을 느끼는 사고, 섭식 장애, 약물 남용 및 공격성을 포함하여 미래에 신체적, 정신적 어려움으로 이어질 수 있다. 어린 시절의 신체적 학대는 성인기의 노숙과도 관련이 있다.

### 성적 학대
아동 성적 학대(영어 Child Sexual Abuse, 약식 CSA)는 성인 이상 청소년이 성적 자극을 위해 다른 아동을 학대하는 아동 학대의 한 형태이며, 행위를 한 사람의 신체적 만족이나 재정적 이익을 목적으로 하는 성적 행위에 아동이 참여하는 것을 말한다. 아동 성적 학대의 형태에는 결과와 관계없이 아동에게 성적 활동에 참여하도록 요청하거나 압력을 가하는 것, 아동에게 성기 노출, 음란물 상영, 실제 성적 접촉, 생식기와의 신체 접촉, 신체 접촉 없이 생식기를 보거나 아동 포르노를 제작하기 위해 아동을 사용하는 행위들이 이 유형에 속한다. 또한, 아동의 성적 서비스를 판매하는 것도 아동 학대로 간주하고 취급될 수 있다.
아동 성적 학대가 피해자(들)에 미치는 영향에는 죄책감과 자기 비난, 회상, 악몽, 불면증, 학대와 관련된 것들에 대한 두려움 (물건, 냄새, 장소, 의사 방문 등 포함), 자존감 어려움, 성기능 장애, 만성 통증, 중독, 자해, 자살성 사고, 신체적 호소, 우울증, 외상 후 스트레스 장애(PTSD), 불안, 경계성 인격장애 및 해리성 정체성 장애를 포함한 기타 정신 질환, 성인기 2차 피해 성향, 폭식증, 그리고 아동의 신체적 부상 등이 포함이 된다. 또한 피해자인 아이들은 미성숙한 면역 체계와 강제적인 접촉으로 인한 점막 파열 가능성이 높기 때문에 성병에 걸릴 위험이 높다. 어린 나이의 성적 피해는 성적 주제에 대한 지식 감소, HIV 유병률 증가, 위험한 성행위 참여, 콘돔 회피, 안전한 성관계에 대한 지식 감소, 성 파트너의 빈번한 변화, 그리고 더 많은 수년간의 성행위를 포함한 HIV를 직면할 수 있는 다양한 위험 요인들과 상관관계가 있다.
2016년 미국에서는 여성의 약 15~25 %, 남성의 5~15 %가 어렸을 때 성폭행을 당했다. 대부분의 성적 학대 범죄자들은 피해자를 알고 있었다. 약 30%는 자녀의 친척으로, 대부분 형제, 자매, 아버지, 어머니, 삼촌 또는 사촌이었으며, 약 60%는 가족의 친구, 베이비시터 또는 이웃과 같은 다른 지인이었다. 아동 성적 학대 사례의 약 10%가 낯선 사람이 범죄자인 경우였다. 또한 1/3 이상에서 가해자는 미성년자였다.

### 정신적 학대
아동 심리적 학대에는 여러 가지 정의가 있다.
- 2013년 미국 정신 의학 협회(APA)는 DSM-5에 아동 심리적 학대를 추가하여 다음과 같이 설명했다; "아동의 부모 또는 보호자에 의한 우발적인 언어적 또는 상징적 행위로, 아동에게 심각한 심리적 피해를 주거나 초래할 수 있는 합당한 잠재력이 있다."[60]
- 1995년 APSAC는 이를 다음과 같이 정의했다; "걷어차기, 공포에 떨게 하기, 고립, 착취, 타락, 정서적 반응 거부 또는 방치" 또는 "아이들에게 쓸모없거나 결함이 있거나 사랑받지 못하고 원치 않거나 위험에 처했거나 다른 사람과의 만남에 필요로 하는 가치로써 전달되는 반복적인 간병인의 행동 또는 극단적인 사건(들)".[61]
- 미국에서는 주법이 다양하지만 대부분 "정신적 상해"에 대한 법률이 있다.[62]
- 어떤 사람들은 심리적 학대를 큰소리로 야단치기, 거칠고 무례한 태도, 부주의, 가혹한 비판, 아동의 성격에 대한 비난과 같은 행동의 결과로 아동의 성장에 있어 심리적, 사회적 결함의 부산물로 정의했다.[38] 다른 예로는 이름-부르기, 조롱, 타락, 개인 소지품 파괴, 동물학대, 과도한 비판, 부적절하거나 과도한 요구, 의사소통 거절 또는 치욕이 있다.[63]

2014년, 미국정신의학회(영어 American Psychiatric Association, 약식 APA)는 다음과 같이 명시했다.
- "어린 시절의 심리적 학대는 성적 학대 나 신체적 학대만큼이나 해롭다."
- "매년 약 300만 명의 미국 어린이들이 일종의 [심리적] 학대를 경험한다."
- 심리적 학대는 "아동 학대와 방치의 가장 어렵고 만연한 형태"이다.
- "유년기 심리적 학대의 유병률과 어린 피해자에 대한 피해의 심각성을 고려할 때, 그것은 정신 건강 및 사회봉사 훈련의 최전선에 있어야 한다"

2015년, 2014년 미국정신의학회의 성명에서 추가 연구를 확인했다.
- 정서적 학대의 피해자는 학대자로부터 멀어지거나 학대하는 말을 내면화하거나 학대자를 모욕하여 반격함으로써 반응할 수 있다. 정서적 학대는 비정상적이거나 애착 이론을 방해 할 수 있으며, 학습된 무력감 및 지나치게 수동적인 행동에 대해 자신을 비난(자기 비난)하는 경향이 있다.[63]

### 방치
아동 방치는 부모 또는 아동에 대한 책임이 있는 다른 사람이 아동의 건강, 안전 또는 복지가 해로울 수 있는 정도로 필요한 음식, 의복, 쉼터, 의료 또는 감독을 제공하지 못하는 유형을 말한다. 방치는 또한 어린이를 둘러싼 사람들의 관심 부족이며, 관심, 사랑 및 양육의 부족인 어린이의 생존을 위한 적절하고 적절한 필수품을 제공하지 않는 것이다.
관찰할 수 있는 아동 방치의 몇 가지 징후는 다음과 같다. 아동이 자주 학교에 결석하거나, 음식이나 돈을 구걸하거나 훔치고, 필요한 의료 및 치과 치료가 부족하거나, 지속해서 더럽거나, 날씨에 적합한 옷이 부족하거나. 2010년 아동 학대 보고서(NCANDS)는 미국의 주 아동 보호 서비스(CPS) 기관에서 제공한 데이터를 기반으로 한 미국 연방 정부의 연간 보고서에서 방치/방치하는 행위가 "아동 학대의 가장 일반적인 형태"라는 사실을 발견했다.
방치 행위는 6개의 하위 범주로 나눌 수 있다.
- 감독 방치 : 신체적 상해, 성적 학대 또는 범죄 행위로 이어질 수 있는 부모 또는 보호자의 부재가 특징
- 신체적 방치 : 안전하고 깨끗한 집과 같은 기본적인 신체적 필수품을 제공하지 못하는 것이 특징
- 의료 방치 : 의료 서비스를 제공하지 않는 것이 특징
- 정서적 방치 : 양육, 격려 및 지원 부족이 특징
- 교육 방치 : 간병인이 학교 시스템에 적극적으로 참여할 수 있는 교육 및 추가 자원을 제공하지 못하는 것이 특징
- 포기 : 부모 또는 보호자가 베이비 시터나 보호자 없이 오랫동안 아이를 혼자 남겨 두는 경우

방치된 아동은 신체적, 심리적 발달이 지연되어 정신병 및 실행 기능, 주의력, 처리 속도, 언어, 기억력 및 사회적 기술을 포함한 신경 심리학적 기능 장애를 초래할 수 있다. 학대 아동을 조사하는 연구자들은 위탁 및 입양 인구의 소외된 아동은 잃어버리거나 안전한 관계를 회복하기 위해 다른 정서적 및 행동적 반응을 나타내고, 무질서한 애착과 그들의 환경을 통제하려고 하는 욕구가 자주 보고되었다는 것을 지속해서 발견했다. 그러한 아동은 보호자를 안전의 원천으로 보지 않고 대신 일반적으로 양부모와의 건강하거나 안전한 애착을 방해할 수 있는 공격적이고 과잉 행동이 증가하는 양상을 보인다.

## 영향들
아동 학대는 즉각적인 신체적 부작용을 초래할 수 있지만, 발달 문제 및 만성 질환의 높은 비율, 고위험 건강 행동 및 수명 단축을 포함한 후속 질병을 포함한 많은 만성 신체 및 심리적 영향과 밀접한 관련이 있다.
학대 아동은 자라서 학대 성인이 될 수 있다. 1991년 자료에 따르면 학대를 당하는 성인의 90%가 어린 시절 학대를 받았다고 한다. 거의 700만 명의 미국 영아가 탁아소와 같은 보육 서비스를 받고 있으며 그 중 상당 수가 열악하다.

### 감정적
아동 학대는 다양한 정서적 영향을 미칠 수 있다. 지속해서 무시당하고, 부끄러움을 당하고, 공포에 떨고, 굴욕을 당하는 아이들은 신체적 폭행을 당하는 것보다 더 많은 고통을 겪는다. Joyful Heart Foundation에 따르면 아동의 두뇌 발달에 큰 영향을 미치며 가족, 간병인 및 지역 사회와의 경험에 반응한다. 학대받는 아동은 불안감, 낮은 자존감, 발달 부족을 겪으면서 성장할 수 있다. 학대받는 많은 아동은 신뢰, 사회적 금단, 학교생활, 관계 형성 등의 어려움을 겪고 있다.
영유아는 학대에 의해 나이가 많은 아동과 다르게 영향을 받을 수 있다. 정서적으로 학대를 받거나 방치되는 유아와 취학 전 아동은 낯선 사람이나 오랫동안 알지 못했던 사람들에게 지나치게 애정을 보일 수 있다. 그들은 자신감이 부족하거나 불안해하거나, 부모와 친밀한 관계가 없는 것처럼 보이거나, 공격적인 행동을 보이거나 다른 어린이와 동물에 대해 불쾌하게 행동 할 수 있다. 나이가 많은 아이들은 같은 나이의 다른 아이들과는 다르게 행동하거나 강한 감정을 제어하기 위해 고군분투하거나, 부모로부터 고립된 것처럼 보이거나, 사회적 기술이 부족하거나, 친구가 거의 없을 수도 있다.
아이들은 또한 반응성 애착 장애(RAD)를 경험할 수 있다. RAD는 두드러지게 정신적 장애가 있고 발달상 부적절한 사회관계로 정의되는데, 이는 보통 5세 이전에 시작된다. RAD는 대부분의 사회적 상황에 대해 발달적으로 적절한 방식으로 시작하거나 대응하는 데 지속적인 실패로 나타날 수 있다. 정서적 학대의 장기적인 영향은 광범위하게 연구되지 않았지만 최근 연구에서 장기적인 결과를 문서화하기 시작했다. 정서적 학대는 우울증, 불안, 대인 관계의 어려움 증가와 관련이 있다(Spertus, Wong, Halligan, & Seremetis, 2003). 아동 학대 및 방치 피해자는 청소년 및 성인으로서 범죄를 저지를 가능성이 더 높다.
가정 폭력은 또한 아이들에게 해를 끼친다; 비록 그 아이가 학대받는 아이는 아니지만, 가정 폭력을 목격하는 아이에게 역시 큰 영향을 미친다. '아동학대 및 아동의 가정폭력 노출 영향에 관한 종적 연구'와 같은 연구에서, 학대·폭행 아동의 47.5%에 비교해 중죄 폭행을 가하는 아동은 36.8%에 달했다. 가정폭력에 노출된 아동들이 행동·정서적 문제(우울증, 짜증, 불안, 학업 문제, 언어발달 문제)를 겪을 확률이 높아진다는 연구 결과가 나왔다. 전반적으로, 아동 학대로 인한 정서적 영향과 심지어 학대를 목격하는 것은 궁극적으로 아동의 양육 및 발달에 영향을 미치는 장기 및 단기 영향을 초래할 수 있다.

### 신체적
학대 또는 방치의 즉각적인 신체적 영향은 상대적으로 경미하거나(타박상 또는 베임) 심할 수 있다. (뼈 부러짐, 출혈 또는 사망). 어떤 사건들은 물리적인 피해가 일시적 일수도 있다.  그러나 그것이 아이에게 초래하는 고통과 아픔을 무시해서는 안 된다. 갈비뼈 골절은 신체적 학대로 보일 수 있으며, 존재하는 경우 학대의 의혹을 증가시킬 수 있지만, 학대 관련 상처를 입은 소수의 어린이에게서 발견된다.
아동학대와 방치가 신체 건강과 발달에 미치는 장기적인 영향은 다음과 같다.
- 흔들린 아이 증후군(Shaken baby syndrome)

아기를 흔드는 것은 흔히 영구적인 신경 학적 손상 (사례의 80%) 또는 사망 (사례의 30%)을 초래하는 일반적인 형태의 아동 학대이다. 뇌출혈 후 두개골 내 고혈압(두개골의 압력 증가)이 손상되고 척수와 목이 손상되며 늑골이나 뼈 골절 등이 손상된다.
- 뇌 발달 장애

아동학대와 방치가 어떤 경우에는 뇌의 중요한 부위가 제대로 형성되거나 자라지 못하게 하여 발달 장애를 초래하는 것으로 나타났다.아동학대나 방치의 결과로 인한 구조적 뇌의 변화에는 전반적인 뇌량 감소, 해마 위축, 전두엽 피질 기능 장애, 말뭉치 굳힘 밀도 감소, 시냅스의 골수화 지연 등이 포함된다. 뇌 성숙의 이러한 변화는 인지, 언어, 그리고 학문적 능력에 장기적인 영향을 미친다.또한, 이러한 신경학적 변화는 스트레스 반응에 관여하는 편도체와 시상하부-투과성-부신(HPA) 축에 영향을 미치며 외상 후 스트레스 장애(PTSD) 증상을 유발할 수 있다.
- 좋지 않은 건강 상태

가능한 즉각적인 신체적 부작용 외에도, 가정의 기능 장애와 아동 학대는 아동기, 청소년기 및 성인기의 후속 질병을 포함하여, 만성 질환의 비율이 높고, 고위험 건강 행동 및 수명 단축을 포함한 많은 만성 신체적, 심리적 영향과 밀접한 관련이 있다. 어린 시절 학대나 방치를 경험한 성인은 알레르기, 관절염, 천식, 기관지염, 고혈압, 궤양 등 신체 질환을 앓을 가능성이 높다. 나중에 암에 걸릴 위험이 높고 면역 기능 장애가 발생할 수 있다.
- 최근 연구는 생애 초기에 발생하는 스트레스와 성인기까지 지속되는 후성적 변형 사이의 연관성에 대한 증거를 제공한다.[30][98]

#### 부정 아동기 경험 연구
부정 아동기 경험 연구 (Adverse Childhood Experiences Study)는 다양한 형태의 학대와 방치, 그리고 노년의 건강 문제를 포함한 아동기 역경 사이의 관계에 대한 장기적인 조사이다. 연구의 초기 단계는 1995년부터 1997년까지 캘리포니아주 샌디에고에서 수행되었다. 세계보건기구(WHO)는 이 연구를 다음과 같이 요약했다. "어린 시절 학대와 가구 기능 장애는 미국에서 가장 흔한 사망 및 장애 원인인 만성 질환의 발달에 기여한다. 불리한 경험 (어린 시절의 신체적 및 성적 학대 포함)의 수와 흡연, 비만, 신체 활동 부족, 알코올 중독, 약물 남용, 우울증, 자살 시도, 성적 난잡함 및 노년의 성병에 대한 자기보고 사이에 강한 관계가 나타났다.”

### 정신적
방치 또는 신체적 학대의 병력이 있는 아동은 정신의학적 문제, 또는 비조직화 애착 스타일이 발생할 위험이 있다. 또한 아동 학대 나 방치를 경험한 아동은 청소년으로 체포될 가능성이 59%, 성인으로 체포될 가능성이 28%, 폭력 범죄를 저지를 가능성이 30% 더 높다. 비조직한 애착은 해리 증상뿐만 아니라 불안, 우울 및 증상 행동을 포함한 여러 발달 문제와 관련이 있다. Dante Cicchetti의 연구에 따르면 학대 및 학대받은 유아의 80%가 비조직화 애착의 증상을 나타냈다. 특히 외상 후 스트레스 장애 (PTSD), 해리성 증상 및 기타 아동 학대의 후유증으로 고통받았던 아이들 중 일부가 부모가 될 때, 자녀들의 필요와 규범적 고통에 직면했을 때 어려움을 겪을 수 있다. 이와 같은 대물림은 자녀의 사회 정서 발달에 부정적인 결과를 초래한다. 또한, 아이들은 자신이나 타인에 대한 공감력을 느끼기 어려워 외로움을 느끼고 친구를 사귈 수 없게 된다. 이러한 잠재적인 어려움에도 불구하고 심리 및 사회적 개입은 적어도 어떤 경우에는 학대받는 부모가 어린 자녀에 대해 생각하는 방식을 바꾸는 데 효과적일 수 있다.
또한, 아동 학대의 피해자는 나중에 다른 유형의 신체 건강 문제로 고통받는다. 어떤 사람들은 확인 가능한 이유 없이 어떤 유형의 만성 머리, 복부, 골반 또는 근육통을 앓고 있는 것으로 알려져 있다. 대부분의 아동학대 피해자들이 그들의 학대가 성인 생활에서 다른 건강 문제의 원인이라는 것을 알고 있거나 그럴 수 있다고 믿고 있음에도 불구하고, 그들의 학대는 대부분 그러한 문제와 직접적으로 연관되지 않았으며, 환자들이 그들의 건강 문제에 대해 어린 시절의 학대가 아니라 다른 가능한 원인들로 진단되었을 가능성이 가장 높다는 것을 보여준다. 한 장기 연구에 따르면, 학대를 받은 사람의 최대 80%가 21세에 우울증, 불안, 섭식장애, 자살 시도 등의 문제를 가진 정신적 장애를 1회 이상 경험한 것으로 나타났다. 캐나다의 한 병원에서 여성 정신건강 외래환자의 36%에서 76%가 성폭행을 당한 적이 있는 것으로 나타났는데, 이는 여성의 58%, 남성의 23%가 정신분열증 환자였다. 최근 한 연구는 뇌의 보상 회로에서 중요한 구조가 아동학대와 방치에 의해 손상된다는 것을 발견했으며, 인생의 후반기에 우울 증상을 예측한다.
어떤 형태로든 학대를 당한 많은 아이들은 일종의 심리적 문제를 일으킨다. 이러한 문제들에는 다음과 같은 것들이 포함될 수 있다: 불안, 우울증, 섭식 장애, OCD, 공의존, 또는 인간관계의 부족.
학대를 당한 아이들이 스스로 아동학대자가 되는 경향도 조금씩 나타나고 있다. 2013년 미국에서 보고된 294,000건의 아동학대 사례 중 81,124건만이 상담이나 치료를 받았다. 학대받는 아이들에게 치료는 매우 중요하다. 반면, 아동학대 속에서 자라나지만, 그 전제조건에 대해 인생 후반부에서 의외로 잘 해내는 아이들도 있다. 그러한 아이들은 민들레 아이들(dandelion children)이라고 불리는데, 민들레가 토양, 태양, 가뭄, 비와 상관없이 번영하는 것처럼 보이는 것에서 영감을 받아 만들어졌다. 그러한 어린이들(또는 현재 성인들)은 아동학대의 영향을 완화하는 요소를 찾는 데 관심이 높다.

## 원인
아동 학대는 여러 가지 원인이 있는 복잡한 현상이다. 일부 성인이 어린이를 학대하거나 방치하는 이유에 대해 단일 요인을 확인할 수는 없다. 세계보건기구 (WHO) 와 국제 아동 학대 및 방치 방지 협회 (ISPCAN)은 개인, 관계, 지역 사회와 사회 전반에서 발생에 영향을 미치기 위해 결합하는 여러 요인을 식별한다. 개인 차원에서는 연령, 성별, 개인사 등이 있고, 사회 차원에서는 가혹한 신체적 체벌을 조장하는 문화적 규범, 경제적 불평등, 사회 안전망 부족 등이 사회 차원에서 나타난다. WHO와 ISPCAN은 다양한 위험 요소의 복잡한 상호 작용을 이해하는 것이 아동 학대 문제를 다루는 데 필수적이라고 말한다.
배우자를 신체적으로 학대하는 부모는 다른 사람들보다 자녀를 신체적으로 학대할 가능성이 높다. 그러나, 부부싸움이 아동 학대의 원인인지 또는 부부 싸움과 학대가 모두 학대 가해자의 성향에 기인한 것인지 아닌지는 알 수 없다. 때때로 부모는 자녀의 능력을 뛰어넘는 자녀를 향한 기대치를 설정한다. 부모의 기대치가 아동에게 적절한 수준을 훨씬 넘어서는 경우(예: 셀프 케어 및 부모에 대한 양육 제공에 대해 전적으로 책임을 져야 하는 미취학 아동), 아동의 비준수로 인한 좌절감은 필요하지 않은 경우 아동 학대의 원인으로 작용하는 것으로 간주한다.
대부분의 아동에 대한 신체적 폭력 행위는 체벌 목적으로 행해진다. 미국에서 부모와의 인터뷰에 따르면, 신체적 학대의 문서화 사례 중 2/3가 아동의 행동을 바로 잡기 위한 체벌 행위로 시작되는 것으로 나타나지만, 캐나다의 대규모 연구에 따르면 아동에 대한 신체적 학대의 입증된 사례의 3 /4가 신체적 체벌의 맥락에서 발생했다. 다른 연구에 따르면, 부모에게 맞는 어린이와 유아는 부모에게 심한 폭행을 당하거나 치료를 필요로 하는 부상을 입을 가능성이 몇 배 더 높다. 연구에 따르면, 이러한 학대적인 행동은 종종 부모의 자녀의 고의 또는 거부에 대한 갈등에 따른, "강압적인 가족 역학 및 조절된 정서적 반응"과 관련 있는 것으로 나타났다. 아동 학대로 판명된 부모님의 일반적인 신체적 체벌의 단계적인 확대와 관련된 요인은 체벌하는 부모가 자신의 분노를 제어하거나 자신의 힘을 판단하지 못하는 것과 부모가 자녀의 신체적 취약성을 인식하지 못하는 것일 수 있다.
일부 전문가들은 신체적 체벌을 허용하는 문화적 규범이 아동 학대의 원인 중 하나라 주장하며 그러한 규범을 재정립하기 위한 캠페인을 시작했다.
의도하지 않은 임신으로 인한 아동은 학대 또는 방치될 가능성이 높다. 게다가, 의도하지 않은 임신은 의도된 임신보다 학대 관계와 연관될 가능성이 더 높으며, 임신 중 신체적 폭력의 위험이 증가한다. 또한 어머니의 정신 건강이 악화되고 모자 관계의 질이 저하된다.
중간 정도의 또는 중증 장애 아동이 비장애 아동보다 학대의 피해자가 될 가능성이 더 높다는 제한된 증거가 있다. 아동 학대에 관한 연구는 다음을 결정하고자 했다: 장애 아동에게 가해진 아동 학대의 형태; 아동 학대의 정도; 그리고 장애 아동에 대한 아동 학대의 원인. 이 연구에서는 아동 학대에 대한 설문지가 채택되어 데이터를 수집하는 데 사용되었다. 참가자들은 Botswana의 특수 학교에서 선정된 31명의 장애 학생(시각장애 아동 15명과 청각장애 아동 16명)의 표본으로 구성되었다. 연구에 따르면, 참가자의 대부분이 가사에 참여했다. 그들은 또한 교사들에 의해 성적으로, 신체적으로, 정서적으로 학대를 당했다. 이 연구는 장애 아동들이 학교에서 아동 학대에 취약하다는 것을 보여주었다.
부모의 정신 건강 또한 아동 학대의 요인으로 간주하였다. 최근 Children 's Health Watch 연구에 따르면, 우울증 증상이 있는 산모는 식품 불안정, 자녀의 건강 관리 불량, 많은 입원 횟수를 보여주고 있었다.

## 폭로 및 평가
신체적 학대 혐의는 아직 독자적으로 움직이지 않는 아동에게 부상이 생겼을 때, 부상이 심상치 않은 부위, 치유 단계별로 1회 이상 부상, 머리 외상 가능성 증상, 1회 이상 신체계통에 부상이 있을 때 권고된다.
많은 관할권에서, 반드시 증명된 것은 아니지만 의심되는 학대는 미국의 아동 보호 서비스와 같은 아동 보호 기관에 신고해야 한다. 학대가 의심되는 경우를 종종 접하는 간호사와 일차 의료 제공자와 같은 의료 종사자를 위한 권장 사항은 먼저 아동의 즉각적인 안전 필요성을 결정하는 것이 좋다. 가해자로 의심되는 사람들과 떨어져 있는 사적인 환경이 면접과 검사를 위해 필요하다. 이야기를 왜곡할 수 있는 선행 진술은 피한다. 학대를 공개하는 것은 고통스럽고 때로는 부끄러울 수 있기 때문에, 자녀가 옳은 일을 했으며 자신이 나쁘지 않다거나 학대가 자신의 잘못이 아니라고 말함으로써 더 많은 정보를 공개하는 데 도움이 된다. 인형은 때때로 무슨 일이 일어났는지 설명하는 데 사용된다. 멕시코에서 심리학자들은 성인의 낯선 사람보다 만화를 사용하여 정보를 공개할 가능성이 더 큰 어린이와 대화를 시도한다. 가해자로 의심되는 사람에 대해서는, 정보 공개를 돕기 위해 비판단적이고 위협적인 태도를 취하고 충격을 표현하지 않는 것이 좋다.
아동학대 업무의 핵심 부분은 평가이다. 몇 가지 평가 방법에는 투영 테스트, 임상 인터뷰 및 행동 관찰이 포함된다.
투영 테스트는 발생한 학대의 초기 이해를 돕기위해 그림, 이야기 또는 설명을 통해 아동이 자신을 표현할 수 있도록 한다.
임상 인터뷰는 전문가들이 인터뷰 대상자의 정신 상태를 분석하기 위해 수행하는 포괄적인 인터뷰이다.
행동 관찰은 다른 성인이나 아동과 상호작용할 때, 아동의 행동 관찰을 통해 아동의 학대에 대한 기억을 촉발하는 사물에 대한 통찰을 제공한다.
아동보호전문가가 방치가 발생하고 있는 가정을 평가하는 경우, 특별한 문제가 발생한다. 방치가 발생한 가정에 대한 평가를 수행하는 전문가는 다음과 같은 오류를 범할 수 있다.
- 올바르지 않은 질문들
  - 방치가 발생하고 있는지의 여부
  - 방치가 발생하는 이유
  - 아이의 상황이 어떠한지
  - 가족의 개선이 지속될 가능성이 높은 여부
  - 아동의 장기적인 안전을 보장하기 위해 무엇이 필요한지

## 예방
양육 기술을 강화하고 아동의 안부를 면밀히 모니터링하려면 지원 그룹 구조가 필요하다. 방문 가정 간호사 또는 사회 복지사 방문은 또한 아동의 진행 상황과 돌보는 상황을 관찰하고 평가하는 데 필요하다. 지원 그룹 구조와 방문 가정 간호사 또는 사회 복지사 방문은 상호 배타적이지 않다. 많은 연구에서 최상의 결과를 얻으려면 두 측정값을 함께 결합해야 한다는 사실이 입증됐다. 연구에 따르면 보건 및 의료진이 구조화된 방식으로 부모에게 소아 1차 진료 방문과 관련하여 중요한 심리 사회적 위험 요인에 대해 질문하고 필요한 경우 부모의 도움을 제공하면 아동 학대를 예방하는 데 도움이 될 수 있다.
"좋은 접촉… 나쁜 접촉"에 관한 어린이 학교 프로그램은 어린이들에게 잠재적으로 유해한 시나리오를 피하는 방법을 배우고 역할극을 할 수 있는 포럼을 제공한다. 소아과 의사는 학대 위험에 처한 아동을 식별하고 사회복지사의 도움을 받아 개입하거나 산모 우울증과 같은 잠재적인 위험 요인을 해결하는 치료를 제공할 수 있다. 화상 회의도 또한 원격 응급실과 진료소에서 아동 학대를 진단하는 데에도 사용되었다. 의도하지 않은 임신은 후에 아동 학대의 위험을 증가시키고, 가족 규모가 크면 아동 방치 위험이 증가한다. 따라서 National Academy of Sciences에 관한 종합적인 연구에서는 저렴한 피임 서비스가 아동 학대 예방의 기초를 형성 해야 한다고 결론지었다. "효과적인 아동 학대 프로그램의 출발점은 임신 계획이다."라며 미국 외과 의장 C. Everett Koop는 분석했다.

### 미국
아동 성적 학대 예방 프로그램은 1970년대 미국에서 개발되었으며 원래 아동에게 제공되었다. 부모에게 제공되는 프로그램은 1980년대에 개발되었으며 2~3 시간의 일회성 회의 형식을 취했다.지난 15년 동안, 웹 기반 프로그램도 개발되었다. 1983년부터 4월은 미국에서 아동 학대 예방의 달로 지정되었다. 버락 오바마 미국 대통령은 2009년 4월 아동 학대 예방의 달을 선포함으로써 이러한 전통을 이어갔다. 미국 연방 정부가 아동 학대 예방을 위한 자금을 제공하는 한 가지 방법은 아동 학대 및 방치 방지를 위한 지역 사회 기반 보조금 (CBCAP)이다.

## 치료
아동 학대의 피해자는 여러 가지 치료를 받을 수 있다. 그러나 어린 시절의 트라우마를 경험한 아이들은 학대로부터 쉽게 치유되지 않는다. 성적 학대 아동을 치료하기 위해 처음 개발된 집중적인 인지 행동 치료(The Focused Cognitive Behavioral Therapy, 약식 TF-CBT)는 현재 모든 종류의 트라우마를 가진 피해자들에게 이제 이용되고 있었다. 그 테라피는 외상 후 스트레스 장애(PTSD), 임상 우울증 및 불안을 포함한 어린이의 외상 관련 증상을 가진 아동들을 대상으로 한다. 또한 아동학대를 하지 않은 부모들을 위해서 쓰이기도 한다. 여러 연구에 따르면 집중적인 인지 행동 테라피를 받는 성폭력 아동은 다른 특정 치료를 받는 아동보다 더 많이 향상되었다.
육아 훈련은 단기적으로 아동학대를 예방하고, 다양한 정서적·행동적 문제를 가진 아동에게 도움을 줄 수 있지만, 이미 자녀를 학대하는 부모를 대처하는지에 대한 증거는 부족하다.
학대-집중적인 인지 행동 치료는 신체적 학대를 경험한 어린이를 위해 고안되었다. 그것은 외부화 행동을 목표로 하고 친 사회적 행동을 강화한다. 양육 기술 / 관행을 향상하기 위해 불쾌한 부모가 치료에 포함된다. 그것은 하나의 무작위 연구에 의해 뒷받침된다.
합리적 인지 감정 행동 치료(Rational Cognitive Emotive Behavior Therapy)는 10개의 구별되지만, 상호의존적인 단계로 구성된다. 이러한 단계는 세 가지 이론적 방향(즉, 합리적이거나 해결책 중심, 인지적 감정적, 그리고 행동적) 중 하나에 해당하며, 학대받은 아동과 양부모에게 긍정적인 행동 변화, 교정적인 대인관계 기술, 자신과 그들 관계에 대한 더 큰 통제력을 제공하기 위한 것이다. 그것들은 1) 사고와 행동을 결정하고 정상화하고, 2) 언어를 평가하고, 3) 문제의 이야기에서 주의를 돌리며, 4) 애착 문제가 발생하지 않은 시간을 설명하고 5) 가족 구성원들이 어떻게 "성공적으로" 문제 있는 애착 행동을 해결하는지, 6) 부정적인 상호작용 패턴의 기반이 되는 "불쾌 감정"(예. 분노, 슬픔, 무서움)을 인정하고, 7) 기본적 부정적 상호작용 패턴, 7) 행동에서 선행 사건(통제 조건) 및 관련 부정적인 인지적 정서적 연결(행동적 인과관계에서 사고와 감정의 중요한 역할), 8) 이전에 학대받은 아동에게 부정적인 생각과 관련 혐오스러운 감정을 경험하거나 소유하도록 장려하고, 9) (본인과 관계에서) 긍정적인 행동 변화를 모델링 및 보상하고, 10) 사고와 행동을 장려하고 보상한다. 이런 종류의 치료는 피해자들의 생각을 나쁜 것에서 멀어지게 하고 그들의 행동을 변화시킨다.
다른 형태의 치료에는 그룹 요법(group therapy), 놀이 요법(play therapy) 및 미술 요법(art therapy)이 포함된다. 이러한 각 치료 유형은 아동이 경험한 학대의 형태에 따라 아동을 더 잘 보조하는 데 사용될 수 있다.

## 연구에 대한 필요성
아동 학대는 복잡하고 연구하기 어렵다. 세계 보건기구(WHO)에 따르면, 아동 학대의 정의 방식, 연구된 학대 유형, 수집된 데이터의 범위와 품질, 그리고 피해자, 부모, 돌봄 인에게 자체 보고를 요청하는 조사 범위와 질에 따라 아동학대 비율 추정치가 국가별로 크게 다르다. 이러한 한계에도 불구하고, 국제 연구에 따르면 모든 성인의 4분의 1이 아동기에 신체적 학대를 경험하고 있으며 여성 5명 중 1명과 남성 13명 중 1명이 아동기 성적 학대를 경험했다고 보고한다. 정서적 학대와 방치는 어린 시절의 일반적인 경험이기도 하다.
2014년 기준 15세 미만 어린이 41,000명이 매년 살인 피해를 입는다. WHO는 이 수치가 아동 살인의 실제 정도를 과소평가한다고 말한다. 학대로 인한 아동 사망의 상당 부분은 낙상, 화상 및 익사와 같은 관련 없는 요인에 기인한다. 또한 소녀들은 전투원, 보안군, 지역 사회 구성원, 구호 노동자 또는 다른 사람에 의한 무력 충돌 및 난민 환경에서 성폭력, 착취 및 학대에 특히 취약하다.

## 사례

### 아동 매매
아동 인신매매는 착취 목적으로 아동을 모집, 수송, 이동, 은닉 또는 수령하는 것이다. 아동은 상업적 성 착취, 담보 노동, 아동 납치, 아동 가사 노동, 마약 운반, 소년병, 불법 입양, 구걸과 같은 목적으로 매매된다. 주로 그 행위의 은밀하고 범죄적인 성격 때문에 매년 인신매매되는 아동의 수에 대한 신뢰할 수 있는 추정치를 얻기가 어렵다. 국제노동기구는 매년 120만 명의 아동이 인신 매매되는 것으로 추정하고 있다.

### 아동 노동
아동 노동은 아동의 유년 시절을 박탈하거나, 정규 학교에 다닐 수 있는 능력을 방해하거나, 정신적, 육체적, 사회적, 도덕적으로 위험하고 해로운 모든 일에 아이를 고용하는 것을 말한다. 국제노동기구는 이러한 노동을 아동에 대한 착취와 학대의 형태로 간주한다.
아동노동이란 (직업의 성격이나 적절한 규제의 결여로 인해) 아동의 발달을 침해하는 직업을 말하며, 미성년자가 참여할 수 있는 연령에 적절한 연령 및 적절하게 감독 되는 직업을 포함하지 않는다. ILO(국제노동기구)에 따르면 전 세계적으로 약 2억 1천 5백만 명의 어린이가 종일 근무(full-time)로 일한다. 이 아이 중 상당수는 학교에 가지 않고 적절한 영양소 섭취나 보살핌을 받지 못하고 놀 시간이 거의 또는 전혀 없다. 이들 중 절반 이상이 아동 성매매, 마약 밀매, 무력 분쟁 및 기타 위험한 환경과 같은 최악의 형태의 아동 노동에 노출되어 있다.

### 소녀에 대한 성별 기반 폭력

#### 유아 살해
자연적 상태에서, 5세 미만 여아의 사망률은 생물학적 이유로 남아보다 약간 낮다. 그러나 출산 후 방치와 자원을 남아에게 전가하면 일부 국가에서는 여아보다 남아가 더 많은 비율을 갖게 될 수 있으며, 이러한 관행은 매년 인도에서 5세 미만 여아 약 23만 명을 죽이게 된다. 성 선택 낙태는 의료 기술에 접근 할 수 있는 고소득층 사이에서 더 흔하지만, 영아 살해 및 유기와 같은 출생 후 학대는 저소득층에서 더 흔하다. 파키스탄에서 여성 유아 살해는 일반적인 관행이다. 이 문제를 해결하기 위해 제안된 방법은 원치 않는 아기를 베이비박스에 두는 것이다.

## 윤리
아동 학대로 인해 발생하는 가장 도전적인 윤리적 딜레마 중 하나는 특히 의료 환경에서 자녀에 대한 학대 부모 또는 보호자의 부모 권리와 관련 있다. 미국에서 Andrew Bedner의 2008 New Hampshire 사건은 이 법적 및 도덕적 수수께끼에 주목했다. 유아기의 딸에게 심각한 상처를 입힌 혐의로 기소된 Bedner는 그녀가 생명 유지를 계속할 것인지 여부를 결정할 권리를 주장했다. 살인 혐의를 막을 수 있었던 그녀를 살려 두는 것은 Bedner가 자녀의 명백한 이해와 상충하는 행동을 하도록 동기를 부여했다. 생명 윤리학자 Jacob M. Appel과 Thaddeus Mason Pope는 최근 별도의 기사에서 그러한 사건이 피고인 부모를 대체 의사 결정자로 대체하는 것을 정당화한다고 주장했다.
아동 학대는 또한 피해자가 신체적 또는 심리적으로 당국에 학대를 신고할 수 없기 때문에 기밀 유지와 관련된 윤리적 문제를 제기한다. 따라서 아동 학대의 경우, 많은 관할권과 전문 기관은 기밀 유지 및 법적 권한에 대한 표준 요구 사항에 예외를 두었다. 의사, 치료사 및 기타 정신 건강 종사자를 포함한 의료 전문가는 일반적으로 법률 또는 직업윤리 기준에 따라 환자와 고객에게 기밀을 유지할 의무가 있으며 관련 개인의 동의 없이 개인 정보를 공개할 수 없다. 이 의무는 예방 가능한 피해로부터 아동을 보호해야 하는 윤리적 의무와 충돌한다. 따라서 이러한 전문가가 아동 학대 또는 방치가 발생했거나 발생할 가능성이 있다고 선의로 의심하고 지역 아동 보호 당국에 신고할 경우 기밀이 면제되는 경우가 많다. 이 예외를 통해, 전문가는 자녀나 부모 또는 보호자가 특별히 반대 지시를 했을 때도 기밀을 위반하고 보고할 수 있다. 아동 학대는 또한 의사-환자 특권에 대한 일반적인 예외이다. 의료 전문가는 아동이나 그 가족의 희망에도 불구하고 의심되는 아동 학대에 대한 특권이 있는 증거를 법정에서 증언하도록 요청할 수 있다. 서쪽 국가의 일부 아동 학대 정책은 그러한 정책이 가족의 사생활을 부당하게 침해한다고 주장하는 일부 보수파와 종종 취약한 위치에 있는 불우한 여성을 대상으로 하고 체벌한다고 주장하는 좌파의 일부 페미니스트 좌파의 일부 페미니스트에 의해 비판을 받았다. 소수 민족 가정이 불균형적으로 표적이 된다는 우려도 있었다.

## 법률

### 한국
- 아동학대범죄의 처벌 등에 관한 특례법

### 캐나다
아동 학대에 대한 법률과 입법은 주 및 연방 영역 수준에서 제정된다.:3 아동 학대에 대한 조사는 주 및 영토 당국이 정부 사회 서비스 부서를 통해 처리하고, 집행은 지역 경찰과 법원을 통해 이루어진다.

### 독일
독일에서는 취약계층(아동 포함)에 대한 학대 및 학대 미수가 독일 형법 225조에 따라 6개월에서 10년까지  처벌된다. 그러나 아동 범죄는 피해자가 18세가 된 후 10년 이내에 기소되어야 한다.
2020년 기준으로, 독일과 네덜란드는 EU 전체 27개국 중 민간인과 전문가에 대한 보고 의무가 없는 2개국이다. 아동학대 신고자에게 익명성과 면책을 부여하는 의무적인 신고법은 없다.

### 캐나다
아동 학대에 대한 법률과 입법은 주 및 연방 영역 수준에서 제정된다. 아동 학대에 대한 조사는 주 및 영토 당국이 정부 사회 서비스 부서를 통해 처리하고, 집행은 지역 경찰과 법원을 통해 이루어진다.

## 옹호 단체

### 한국
- 대한아동학대방지협회(구 아동학대방지시민모임, 구 하늘소풍, 하늘로 소풍 간 아이를 위한 모임)는 아동학대를 추방하고 아이를 존중받고 아동학대로부터 안전한 대한민국을 만들려는 목적으로 설립된 자발적인 시민단체이며, "아시모"라고도 불린다. 아동학대 처벌 강화 목적이 달성되고 아동학대 관련 법률이 통과되면서 점차 모임으로 자리를 잡다가 2015년 7월 7일, 정회원제를 도입하면서 본격적인 시민모임 형태로 성장하게 되었다.

### 미국
미국에는 아동 학대 및 방치를 예방하는 데 커뮤니티 리더십을 제공하는 국가, 주 및 자치주 차원의 조직이 있다. 아동 학대에 대한 많은 조사는 아동 옹호 센터에서 지역 수준에서 처리한다. 25년 전 Alabama 주 Huntsville의 국립 아동 보호 센터에서 시작되었고, Attorney Robert "Bud" Cramer가 만든 이러한 다분야 팀은 아동 학대 사례를 빠르고 효율적으로 조사하여 궁극적으로 아동의 트라우마를 줄이고 더 나은 신념을 얻을 수 있도록 노력을 조정하기 위해 만났다. 이러한 아동 옹호 센터(Child Advocacy Centers, CAC라고 함)에는 National Children 's Alliance에서 정한 표준이 있다.
다른 조직은 특정 예방 전략에 중점을 둔다. 흔들린아기증후군 국립 센터는 흔들린 아기 증후군으로 나타나는 아동 학대 예방이라는 구체적인 문제에 초점을 맞추고 있다.

### 캐나다
학대가 있는 아동과 가족을 돕기 위해 자선 단체가 각 주에 존재한다. 반면에, 전국적인 조직의 중앙 집중화는 없다. Canadian Red Cross, Kids Help Phone 및 Guardians of the Children Canada와 같은 집단은 사람들을 현지에서 사용할 수 있는 리소스로 안내 할 수 있다.

## 나라별 아동 학대 사건

### 대한민국
- 틀:대한민국의 아동 학대 사건 참조

### 중국
- 2012년 구이저우성 비젠시 아동 사망 사건(중국어판)
- 2015년 구이저우성 비젠시 아동 사망 사건(중국어판)
- 저장성 원링시 아동 학대 사건(중국어판)

### 일본
- 스가모 아동 방치 사건 (1988년)
- 오사카 아동 방치 살해 사건 (2010년)
- 노다 소학교 4학년 여아 학대 사건 (2019년)

## 아동 학대 신고 의무자
- 가정위탁지원센터의 장과 그 종사자
- 아동복지시설의 장과 그 종사자
- 아동복지전담공무원
- 가정폭력 관련 상담소 및 가정폭력피해자 보호시설의 장과 그 종사자
- 건강가정지원센터의 장과 그 종사자
- 다문화가족지원센터의 장과 그 종사자
- 사회복지 전담공무원 및 사회복지시설의 장과 그 종사자
- 성매매 피해자등을 위한 지원시설 및 성매매피해상담소의 장과 그 종사자
- 성폭력피해상담소 및 성폭력피해자보호시설의 장과 그 종사자
- 구급대의 대원 및 응급구조사
- 어린이집의 원장 등 보육교직원
- 유치원의 교직원 및 강사 등
- 의료인과 의료기관의 장
- 장애인복지시설의 장과 그 종사자로서 시설에서 장애아동에 대한 상담·치료·훈련 또는 요양 업무를 수행하는 사람
- 정신의료기관, 정신질환자사회복귀시설, 정신요양시설 및 정신보건센터의 장과 그 종사자
- 청소년활동·청소년복지 및 청소년보호에 제공되는 청소년시설 및 청소년단체의 장과 그 종사자
- 청소년보호센터 및 청소년재활센터의 장과 그 종사자
- 초등학교·중학교·고등학교·공민학교·고등공민학교·고등기술학교, 특수학교 및 각종 학교의 교직원, 전문상담교사 및 산학겸임교사

## 같이 보기
- 학대
- 앰버 경고
- 아동 노동
- 아동 성매매
- 노동 착취
- 가정폭력
- 노인 학대
- 정인이 사건